# Столкновения в Бени-Валиде (2012)
Столкновения в Бени-Валиде — столкновения, которое начались 23 января 2012 года в связи с инцидентом в городе Бени-Валид, когда бойцы милиции «Бригада 28 мая» хотели арестовать местных жителей при невыясненных обстоятельствах. Бойцы бригады и штаб их соединения были атакованы местными бойцами, которые затем взяли город под свой контроль. Мотивы двух основных  враждующих сторон, Бригады 28 мая и Бригады 93, остаются неопределенными и спорным. Конфликт был вызван, по первоначальным сообщениям, нападением сторонников Каддафи на местных чиновников Национального Переходного Совета. Тем не менее местные племенные лидеры и жители отрицали участие сторонников Каддафи, заявив, что их цель была создание собственного совета в своём городе. Министр иностранных дел Великобритании также пояснил, что это не нападение сторонников Каддафи на силы НПС, а следствие споров между племенными лидерами и новой властью.
Ливийское правительство впоследствии вело переговоры, чтобы восстановить нормальные отношения с советом Бени-Валид, включая визит президента страны, но при этом сохраняло военное присутствие рядом с городом. Валид Бен Шаабан, местный лидер заявил, что местная милиция «будет отвечать на военные приготовления, но всё на законных основаниях», ссылаясь на вопросы обеспечения безопасности Бени-Валида. Так как переговоры ни к чему не привели, в октябре правительство отправило больше войск к Бени-Валиду, с целью повторного установления контроля над городом военным путём. Интенсивный обстрел города начался 18 октября.

## Предыстория
Бени-Валид был одним из последних городов, который перешёл в руки повстанцев, которые свергли Муаммара Каддафи. Поскольку город был оплотом сторонников Каддафи, недовольство против новых властей было в нём распространено. После нескольких месяцев напряженности в городе группа противников НПС атаковала основные базы НПС в Бени-Валиде.

## Столкновения

### 23 января
После ареста лиц, симпатизирующих Каддафи, в предыдущий день, группа из 100-150 боевиков, несущая зелёный флаг правительства Каддафи, напала на главную базу сил НПС в городе, убив четырех солдат, ранив 20 человек и блокировав остальных на их базе. Это подтвердил Махмуд Варфелли, пресс-секретарь городского совета НПС в Бени-Валиде, который призвал на помощь подкрепление, и описавшийся бойни, так боевиков НПС осаждали со всех сторон сторонники Каддафи.
Свидетели сообщили агентству Рейтер, что боевые действия закончились, и что сторонники Каддафи установили контроль над городом, подняв зеленые флаги над зданиями в центре города. Нападение произошло после того как милиция, лояльная Национальному Переходному Совету, арестовала местных жителей, сторонников прежней власти.
В ответ на столкновения силы лояльные переходному совету на бронемашинах двинулись к городу от Мисураты, блокировав все пути из города. Силы НПС также стали готовиться к проведению воздушных налётов на город, об этом сообщил офицер ливийских ВВС.
Различные чиновники НПС сделали противоречивые заявления по поводу событий в городе. Анес Елшариф, бывший пресс-секретарь военного совета, сказал, что сторонники Каддафи штурмовали базу сил НПС, но город они не захватили Ливийский министр обороны Усама аль-Джували, сказал, что боевые действия имели место, но он не может подтвердить, что сторонники Каддафи участвуют в столкновениях.
Тем не менее, Мохамед Башир, мэр Бени-Валида заявил, что сторонники Каддафи захватили контроль над городом и что бойцы НПС, участвующие в боевых действиях были вынуждены отступить. Он сообщил, что по крайней мере от 20 до 25 неопознанных боевиков были убиты в результате боевых действий.

### 24 января
24 января местные старейшины опровергли информацию, что люди в городе являются сторонниками Каддафи в интервью корреспонденту Reuters, так же в Бани-Валиде он не увидел никаких признаков лояльности Каддафи вроде зеленых флагов, о которых ранее сообщали свидетели, что они подняты над городом. Собрание 200 старейшин упразднило городской совет НПС, после того как местные бойцы выбил милицию НПС из города. Они сказали, что они назначат своё городское правительство без вмешательства НПС, но заявили, что они не поддерживают сторонников Каддафи.
Противоречивые сообщения продолжали приходить 24 января, например репортёр Аль-Джазира Стефани Деккер сообщил о столкновениях на окраине города, в которых участвовали сторонники Каддафи, взявшие контроль над городом на 23 января, и бойцы милиции из других городов. Глава местного городского совета, лояльного НПС, Мубарак Аль Фотмани, участвовавший в боях накануне, прибыл в Мисурату, где он повторил свою версию, что город захвачен сотнями сторонников Каддафи.
Местный военачальник НПС Абдулла аль-Хазми сказал, что «Бригада 28 мая» была единственной опорой новой власти в Бени-Валиде. Он добавил, что бригада только поверхностно контролировала город в предыдущие месяцы, и по его оценке 99% жителей Бени-Валида были за Каддафи. Он также сказал, что сторонники Каддафи объединились в Бригаду 93, и что они ответственны за гибель 13 боевиков НПС в декабре. Associated Press также подтвердило, что подразделения НПС из Бенгази стали концентрироваться на окраине города.
Министр внутренних дел Ливии заявил, что будет нанесён ответный удар, если выяснится, что за событиями в Бени-Валид стоят сторонники Каддафи. Ранее он опровергал, что город захватили сторонники прежней власти, выразив мнение, что причиной столкновений стали местные проблемы. Местный вождь племени Варфалла полковник Куаер заявил, что он находится в контакте с Мустафой Джалилем и уже встретился с представителями соседних городов Зинтан и Сабрата.
Местные старейшины сообщили, что события начались, когда члены «Бригады 28 мая» задержали жителей Бени-Валида и пытали их. Они обвинили бригаду, что она разбойничали в городе. Старейшины также сказал, что они не сторонники Каддафи, и что всё случилось из-за местных проблем. Журналист Reuters проехал по городу и не увидел зелёные флаги, но видел новые ливийские флаги, хотя некоторые граффити в поддержку Каддафи были видны на стенах домов. Самолёты НПС облетели Бени-Валид и их гул был слышен по всему городу, также солдаты НПС заняли позиции в 50 км от города, но не получил приказ наступать.

### 25 января
Министр обороны Ливии Усама аль-Джували прибыл в Бени-Валид, чтобы провести переговоры с новым городским советом, чтобы найти политическое решение, а солдаты, лояльные НПС, тем временем стали установить контрольно-пропускные пункты в окрестностях города. Позже в тот же день министр обороны Ливии признал вновь образованный местный племенных совет, который сверг местный совет сторонников НПС, как новую власть в городе Бени-Валид.

## Последствия

### После соглашения о прекращении огня
26 января выбитая из города милиция разбила лагерь в 30 км от Бени-Валида, и стала пополняться бойцами из других городов. Они повторили, что Бени-Валид находится под контролем сторонников Каддафи и оценили их в 300 человек. Они также утверждали, что десятки каддафистов, которые были ими арестованы, были освобождены во время восстания и пригрозил начать наступление на город, если им не разрешат вернуться и если бывшие заключенные не будут им переданы. Подразделения национальной армии расположились отдельно от боевиков и установили несколько контрольно-пропускных пунктов в пустыне рядом с городом.
Жители города рассказали корреспонденту AFP, что они с ностальгией вспоминают время Каддафи, один из них сказал, что Каддафи жил в окружении людей из Бени-Валида. Но в то же время они признали, что они смирились с изменениями в стране и что восстание было обусловлено только местными проблемами. Местные жители сообщили, что человек, арестованный Бригадой 28 мая, из-за ареста которого и началось восстание, возможно был бывшим офицером сил Каддафи. Обиды на бывших повстанцев, широко распространенные в Бани-Валиде, связанные с обвинениями в кражах, произвольных арестах и другими злоупотреблениями были широко распространены среди местного населения. Также новый совет Бени-Валид решил, что члены Бригады 28 мая могут вернуться в город только в индивидуальном порядке и без оружия.
27 января командир Бригады 28 мая Имбарак аль-Футмани сказал Рейтер, что они будут отбивать Бени-Валид, и что они ждут только зеленого света от премьер-министра. Бригада соединилась с другими подошедшими силами, перегруппировались и в её составе стало 800 бойцов. Он также заявил, что боевики, которые вытеснили их из Бени-Валида, сторонники Каддафи и что у них теперь есть танки, которые они захватили на базе бригады.
28 января десятки протестующих собрались перед резиденцией премьер-министра Ливии в знак протеста против визита министра обороны в Бени-Валид в начале недели. Они обвинили его в соглашательстве со сторонниками Каддафи. Врач, воевавший против Каддафи, родом из Бени-Валида заявил, что министр пожимал руки с известными сторонниками Каддафи во время встреч в городе.
26 февраля стало известно, что сторонники Каддафи используют Бени-Валид в качестве убежища и председатель НПС Мустафа Джалиль заявил, что будет применена сила если представители города не выдадут их. Аль-Джазира также сообщила, что люди из окружения Каддафи участвуют в управлении города. Некоторые семьи, которые поддержали восстание против прежнего режима, были вынуждены покинуть город и перебраться в Триполи наряду с проправительственной милицией.
Журналисты немецкого портала Qantara.de посетили город в апреле 2012 года и сообщили, что многие жители были возмущены НПС из-за разрушений, вызванных действиями анти-Каддафи сил, а также мародёрством с их стороны, совершённых во время и сразу после гражданской войны, но в то же время зелёные флаги эпохи Каддафи не были видны в городе, в то время как небольшое количество ливийских триколоров присутствовало. По состоянию на момент публикации, 27 апреля 2012 года, НТС ещё не признал официально Совет старейшин Бени-Валида легитимным органом местного самоуправления, несмотря на то, что Совет старейшин издал указ передаче ответственности за безопасность в городе на полицию и армию. Многие ливийцы в других городах страны по-прежнему смотрели на Бени-Валид, как на «город Каддафи» из-за его сопротивления во время войны, согласно репортажу. Тем не менее другие свидетельства от сентября 2012 сообщали, что фотографии Каддафи использовались публично во время свадьбы и юноши перед ними произносили свои речи. Кроме того школьники воздерживались от пения нового гимна, а учителя отказывались пересматривать учебный план.
12 мая боевики из Бени-Валида столкнулись и устроили бой с Бригадой «Ливийский Щит» из Мисураты, дислоцированной между Таруной и Бени-Валидом, убив двух её бойцов. Также они арестовали 4 членов городского совета Злитена и одного члена бывшего городского совета Бени-Валида, лояльного НПС, который направлялся в Триполи.
7 июля Бени-Валид участвовал в национальном голосовании, но правительственные чиновники были лишены доступа в город и не контролировали процесс голосования.
11 сентября временный президент Мухаммед аль-Макриф посетил Бени-Валид в попытке реинтеграции города с остальной частью страны.

### Осада осенью 2012 года
2 октября силы из Бени-Валида столкнулись с правительственными силами в районе Мордум, в результате чего один человек погиб.
После накопления нескольких тысяч правительственных войск вокруг Бени-Валида боевые действия продолжились 8 октября в районе Мордум, в 30 км к югу от города. Бои привели к нескольким раненым, но убитых не было.
26 раненых, поступивших в больницу Бени-Валида, были с симптомами, которые заставили местных врачей обвинить ливийскую армию в использовании химического оружия против Бени-Валида. Ливийская военно-политическое руководство однако отрицало использование газа, и высказало предположение, что газ мог попасть в атмосферу со склада в Бени-Валиде после того, как по нему попал снаряд ливийской армии, или же что это было вызвано просто коррозией ёмкостей, в которых он хранился.
16 октября по сообщениям из Бени-Валида, бои возобновились на трех направлениях вокруг города, в то время как до этого они велись в районе Мордум. Бригады, участвующие в боях, были из Мисураты, Мизды и Гарьяна. Как и в прошлый раз у правительственных сил не было приказа от Юсефа Мангуша, начальника штаба Вооружённых сил. Несмотря на отсутствие приказа от политического и военного руководства Ливии, боевые действия привели к эскалации насилия между обеими сторонами, в результате было убито 11 человек и ранено 94 на утро 18 октября.
Столкновения привели к тому, что ливийским армейским частям было приказано применить постановление № 7, которое предусматривало арест виновных в смерти Омрана Шабана и подозреваемых в связях с бывшим режимом. Начало полномасштабного наступления на город началось в ночь на 18 октября. По словам представителя армии Мухаммеда аль-Гандуса около 2000 солдат правительственные войск участвуют в наступлении. Однако они встретили ожесточённое сопротивление.
Лидер Национальный Конгресса Мухаммед аль-Макриф объявил 19 октября, что не все районы Ливии были «полностью освобождены» накануне первой годовщины захвата и смерти Муаммара Каддафи. Выступая по национальному телевидению, Макриф сказал про Бени-Валид, что он стал «убежищем для большого числа тех, кто преступил закон».